# Canada Open 2000 - Qualificazioni doppio maschile
Le qualificazioni del doppio maschile del Canada Open 2000 sono state un torneo di tennis preliminare per accedere alla fase finale della manifestazione. I vincitori dell'ultimo turno sono entrati di diritto nel tabellone principale. In caso di ritiro di uno o più giocatori aventi diritto a questi sono subentrati i lucky loser, ossia i giocatori che hanno perso nell'ultimo turno ma che avevano una classifica più alta rispetto agli altri partecipanti che avevano comunque perso nel turno finale.
Le qualificazioni del doppio del torneo Canada Open 2000 prevedevano 8 coppie partecipanti di cui 2 sono entrate nel tabellone principale.

## Teste di serie
1. Thomas Enqvist /  Thomas Johansson (ultimo turno)
2. Harel Levy /  Cecil Mamiit (ultimo turno)

1. Karim Alami /  Hicham Arazi (Qualificati)
2. Barry Cowan /  Arvind Parmar (Qualificati)

## Qualificati
1. Barry Cowan  /   Arvind Parmar

1. Karim Alami  /   Hicham Arazi

## Tabellone

### Legenda
| - Q = Qualificato - WC = Wild card - LL = Lucky loser | - ALT = Alternate - SE = Special Exempt - PR = Protected Ranking | - w/o = Walkover - r = Ritirato - d = Squalificato |

### Sezione 1
|  | Primo turno | Primo turno                     | Primo turno                     | Primo turno               | Primo turno |  |  | Ultimo turno | Ultimo turno                    | Ultimo turno                    | Ultimo turno                    | Ultimo turno |  |
|  |             |                                 |                                 |                           |             |  |  |              |                                 |                                 |                                 |              |  |
|  | 1           | Thomas Enqvist Thomas Johansson | Thomas Enqvist Thomas Johansson | 6                         | 6           |  |  |              |                                 |                                 |                                 |              |  |
|  |             | Dominic Boulet Peter Richman    | Dominic Boulet Peter Richman    | 3                         | 4           |  |  | 1            | Thomas Enqvist Thomas Johansson | Thomas Enqvist Thomas Johansson | Thomas Enqvist Thomas Johansson |              |  |
|  | 4           | Barry Cowan Arvind Parmar       | Barry Cowan Arvind Parmar       | Barry Cowan Arvind Parmar | W-O         |  |  | 4            | Barry Cowan Arvind Parmar       | Barry Cowan Arvind Parmar       | Barry Cowan Arvind Parmar       | W-O          |  |
|  |             | Lionel Roux Cyril Saulnier      |                                 |                           |             |  |  |              |                                 |                                 |                                 |              |  |

### Sezione 2
|  | Primo turno | Primo turno                          | Primo turno                          | Primo turno | Primo turno |  |  | Ultimo turno | Ultimo turno             | Ultimo turno             | Ultimo turno | Ultimo turno |  |
|  |             |                                      |                                      |             |             |  |  |              |                          |                          |              |              |  |
|  | 2           | Harel Levy Cecil Mamiit              | Harel Levy Cecil Mamiit              | 6           | 6           |  |  |              |                          |                          |              |              |  |
|  |             | Nicolas Brochu Chris Gostek          | Nicolas Brochu Chris Gostek          | 2           | 0           |  |  | 2            | Harel Levy Cecil Mamiit  | Harel Levy Cecil Mamiit  | 3            | 2            |  |
|  | 3           | Karim Alami Hicham Arazi             | Karim Alami Hicham Arazi             | 6           | 6           |  |  | 3            | Karim Alami Hicham Arazi | Karim Alami Hicham Arazi | 6            | 6            |  |
|  |             | Matt Klinger Charles-Antoine Sevigny | Matt Klinger Charles-Antoine Sevigny | 4           | 2           |  |  |              |                          |                          |              |              |  |